# いのうえ空
いのうえ 空（いのうえ そら、1972年4月19日 - ）は日本の漫画家、イラストレーターである。和歌山県出身。

## 作品リスト

### 漫画

#### 書籍
- JAM!!（1994年、青心社、『コミックガイア』掲載）
- パラレルトラッパーズ（1997年、新声社、『コミックゲーメスト』掲載）
- リアルバウトハイスクール[1]（1999年、角川書店・全6巻。富士見書房・『コミックドラゴン』掲載）
- いのうえ空DX（2002年、角川書店）
- ゼロイン（2004年、角川書店、全12巻。富士見書房、『ドラゴンエイジ』掲載）
- ゼロインZERO いのうえ空短編集（2005年、角川書店）
  - ZERO IN:PROTO（2000年、富士見書房・『コミックドラゴン増刊 いのうえ空special』掲載）
  - ダイっキライ!!（1998年、富士見書房・『ドラゴンマガジン』掲載）
  - 風を抱きしめて… （1996年、新声社・『コミックゲーメスト』掲載）
  - デリでり（2002年、角川書店・『エースネクスト』掲載）
  - ばーちゃるツインズ（2004年、白泉社・『ヤングアニマル増刊あいらんど』掲載）
- パラレルトラッパーズ!（2007年、角川書店。再版扱い）
- マイぼーる!（2012年 - 2017年、白泉社・ジェッツコミックス 全16巻。『ヤングアニマル』→2017年 - 2018年、『ヤングアニマル嵐』→2018年 - 2019年、『マンガPark』掲載）
- 冷水と灼熱のあいだ（原作：鷹野流浪、白泉社・ヤングアニマルコミックス 既刊1巻。『ヤングアニマル』2021年No.16・17合併号[2] - 2022年No.4掲載（集中連載[2]））
- 僕の彼女はさすがです。（白泉社・ヤングアニマルコミックス 全3巻。『マンガPark』・『ヤングアニマルWeb』2023年1月31日 - 2024年1月30日 掲載）
- 異界撤退パラベラム（KADOKAWA・ドラゴンコミックスエイジ 既刊1巻。『ドラゴンエイジ』2024年11月号 - ）

#### 単行本未収録
- 爆裂目覚まし娘コッコ参上!!（1993年、新声社・『コミックゲーメスト』載）
- 大活劇!風のまにまに妖撃団 きさらご用心!!（1996年、新声社・『コミックゲーメスト』掲載）

### 挿絵
- 召喚教師リアルバウトハイスクール（雑賀礼史著、1997年、富士見ファンタジア文庫）

### イラスト集
- いのうえ空画集 召喚教師リアルバウトハイスクール REAL BLUE（2003年、角川書店／富士見書房）